# Stanley Payne
Pour les articles homonymes, voir Payne.
Stanley G. Payne, né le 9 septembre 1934, est un historien et un universitaire américain, spécialiste de l'Espagne franquiste et du fascisme.

## Biographie
Stanley Payne est professeur à l'université du Wisconsin à Madison, membre de l'Académie américaine des arts et des sciences et de l'Académie royale d'histoire. Il est coéditeur de la revue Journal of Contemporary History.
Ses œuvres étaient interdites en Espagne durant la dictature de Franco, mais des traductions espagnoles furent éditées par la maison Ruedo Ibérico à Paris et introduites clandestinement en Espagne. Par la suite, Payne devait soutenir que la gauche espagnole avait, de manière consciente, provoqué le putsch militaire de 1936 afin de pouvoir réaliser, sous la conduite du gouvernement de l'Union soviétique, une révolution politique et sociale après la défaite de la rébellion. Il a, en outre, discuté les thèses de Zeev Sternhell sur le fascisme français.
En 2008, Stanley Payne a vivement critiqué l'ouverture de l'enquête décidée par le magistrat instructeur Baltasar Garzón sur les disparitions survenues pendant la guerre d'Espagne et sous le régime franquiste.

## Publications
- (en) Franco's Spain, Londres, Routledge and K. Paul, 1968.
- (en) Fascism: Comparison and Definition, Madison, University of Wisconsin Press, 1980.
- (en) Basque nationalism, Reno (Nevada), University of Nevada Press, 1975.
- (en) The Franco regime (1936-1975), Madison, University of Wisconsin Press, 1987.
- (en) A History of fascism (1914-1945), Londres/New York, Routledge, 2004 [1995].
- (en) Fascism in Spain (1923-1977), Madison, University of Wisconsin Press, 1999.
- (en) The Collapse of the Spanish Republic (1933-1936). Origins of the Civil War, New Haven, Yale University Press, 2006.
- (en) The Spanish Civil War, the Soviet Union and Communism, Yale University Press, 2004 (traduction espagnole: Unión Soviética, Comunismo y revolución: 1931-1939, Plaza y Janés, 2004)
- (fr) La Guerre d'Espagne. L'Histoire face à la confusion mémorielle, préface d'Arnaud Imatz, éditions du Cerf, collection Démocratie ou totalitarisme, 2010, rééd. 2011.
- (esp) La Revolución Española, Ariel, Esplugues de Llobregat (Barcelone) 1972
- (esp) Falange  Ruedo Ibérico  Paris
- (esp) Los militares y la política en la España contemporánea, Ruedo Ibérico Paris